# Chris Bisson
Christopher Paul "Chris" Bisson es un actor británico, más conocido por haber interpretado a Saleem Khan en East is East, a Vikram Desai en Coronation Street, a Kash Karib en Shameless y a Jai Sharma en la serie Emmerdale Farm.

## Biografía
Es hijo de Sheila Bisson, su padrastro es el ejecutivo de la televisión y presentador Eamonn O'Neal, sus hermanos son Kieran O'Neal, Laura O'Neal, Altrincham y Nikuare Bisson.
Chris sale con Rowena Finn, la pareja le dio la bienvenida a su primer hijo Harry Bisson el 9 de enero de 2013. En junio del 2015 Chris anunció que se convertiría en padre por segunda vez. El 3 de agosto de 2015 se reveló que estaban esperando a una niña. La pareja le dio la bienvenida a su primera hija Ella Rose Bisson, el 8 de diciembre de 2015. En octubre de 2016 la pareja anunció que se habían comprometido.

## Carrera
El 7 de febrero de 1999 se unió al elenco recurrente de la serie Coronation Street donde interpreta a Vikram Desai, el primo de Dev Alahan hasta el 18 de diciembre de 2002 después de que su personaje decidiera regresar a la India luego de que Steve McDonald y Karen McDonald descubrieran que estaba contrabandeando drogas.
Ese mismo año se unió al elenco de la película East Is East donde interpretó a Saleem "Picasso" Khan, el quinto hijo de George y Ella Khan que estudia arte a escondidas de su padre quien cree que Saleem está estudiando para ser ingeniero, Saleem parece ser indiferente a la autoridad de su padre pero apoya a su madre y a sus hermanos cuando George se sobrepasa al querer que todos sus hijos siguieran las tradiciones.
En el 2003 se unió al elenco de la segunda temporada del programa "I'm a Celebrity, Get Me Out of Here!" en donde quedó en octavo lugar. 
El 13 de enero de 2004 se unió al elenco de la primera temporada de la serie Shameless donde interpretó a Kash Karib, hasta el 2007 durante la cuarta temporada después de que su personaje decidiera fingir su muerte al caer en problemas financieros. Chris regresó a la serie para un episodio de la sexta temporada el 21 de abril después de que su personaje muriera, luego de que su hijo Chesney Karib (Qasim Akhtar) lo golpeara con un bate de béisbol y lo dejara inconsciente mientras un incendio comenzaba en la tienda.
En el 2007 participó en el documental Empire's Children, en donde habló de su herencia paterna.
El 11 de septiembre de 2009 se unió al elenco de la exitosa serie británica Emmerdale Farm donde interpreta al empresario Jai Sharma, hasta ahora.
En octubre del 2011 participó junto a su familia en el programa "All Star Family Fortunes" donde ganaron £10,000 para caridad.

## Filmografía

### Series de televisión
| Año               | Título                   | Personaje    | Notas                              |
| ----------------- | ------------------------ | ------------ | ---------------------------------- |
| 2009 - presente   | Emmerdale Farm           | Jai Sharma   | 753 episodios                      |
| 2009              | Doctors                  | James Guple  | episodio "Mr Jelly"                |
| 2009              | Hotel Babylon            | Omar         | episodio # 4.1                     |
| 2004 - 2007, 2009 | Shameless                | Kash Karib   | 19 episodios                       |
| 2009              | Casualty                 | Carl         | episodio "Stand by Me"             |
| 2008              | Echo Beach               | Amit Gurai   | episodio # 1.9                     |
| 2006              | New Street Law           | Sammi Kaswa  | episodio # 1.5                     |
| 2006              | Perfect Day: The Funeral | Billy        | episodio "The Funeral" - miniserie |
| 2005              | Where the Heart Is       | Jimmy        | episodio "Together"                |
| 2004              | Holby City               | Mark Watkins | episodio "Under Pressure"          |
| 2004              | The Afternoon Play       | Digger       | episodio "Drive"                   |
| 1999 - 2002       | Coronation Street        | Vikram Desai | 30 episodios                       |
| 1998              | The Cops                 | Omar Assi    | episodio # 1.1                     |
| 1990              | Children's Ward          | J.J.         | 13 episodios                       |

### Películas
| Año  | Título                               | Personaje   | Notas                                                                                 |
| ---- | ------------------------------------ | ----------- | ------------------------------------------------------------------------------------- |
| 2007 | Death of a Socialist                 | Charlie     | corto - junto a Fergus Alexander, Jenny Bignell y Christine Bottomley                 |
| 2006 | Magnolia                             | Dino        | junto a Ralph Ineson, Chris Coghill, Shobna Gulati y Dave Spikey                      |
| 2006 | Manchester Passion                   | Barabbas    | junto a Keith Allen, Nicholas R. Bailey y Tim Booth                                   |
| 2005 | Perfect Day                          | Billy       | junto a Tom Goodman-Hill, Aidan McArdle, Kate Ashfield y Rhashan Stone                |
| 2005 | Chicken Tikka Masala                 | Jimi Chopra | junto a Saeed Jaffrey, Sally Bankes, Zohra Segal y Harish Patel                       |
| 2005 | 10:96: Training Night                | David Sands | junto a Neil Fitzmaurice, Fiona Clarke, Ben Thompson y Tony Nyland                    |
| 2005 | Four Brothers and a Funeral          | Ram         | corto - junto a Tanveer Ghani, Saeed Jaffrey y Ronny Jhutti                           |
| 2003 | Indian Dream                         | Surender    | junto a Doon Mackichan, Nitin Ganatra, Koel Purie y Anthony Calf                      |
| 2003 | Spoilt                               | Johnny      | junto a Jack Deam, Jason Done y Angela Griffin                                        |
| 2001 | Understanding Jane                   | Oficial     | junto a Kevin McKidd, Amelia Curtis, John Simm y Andrew Lincoln                       |
| 1999 | East Is East                         | Saleem Khan | junto a Om Puri, Linda Bassett, Ian Aspinall, Jimi Mistry, Emil Marwa, Archie Panjabi |
| 1996 | Prime Suspect 5: Errors of Judgement | Nazir       | junto a Helen Mirren, David O'Hara, Julia Lane y Marsha Thomason                      |

### Narrador
| Año  | Título     | Notas    |
| ---- | ---------- | -------- |
| 2000 | Asian Kool | narrador |

### Apariciones
| Año  | Título                               | Notas                   |
| ---- | ------------------------------------ | ----------------------- |
| 2012 | 12 Again                             | -                       |
| 2011 | All Star Family Fortunes             | concursante             |
| 2007 | Empire's Children                    | episodio "Chris Bisson" |
| 2003 | I'm a Celebrity, Get Me Out of Here! | concursante             |